# Emanne Beasha
Emanne Beasha (arabe : إيمان بيشة) née à Amman le 18 septembre 2008 est une chanteuse  américaine et jordanienne. Elle est lauréate de la cinquième saison du programme Arabs' Got Talent.

## Biographie
Emanne Beasha commence à chanter l'opéra à partir de six ans en italien. Ses parents ont découvert son talent à l'âge de deux ans en Jordanie.
Le 25 mai 2017, Emanne Beasha reçoit du Roi Abdullah II la Médaille du mérite  lors des célébrations de la fête de l'indépendance au palais de Raghadan.
En en 2019, Emanne Beasha est auditionnée pour la saison 14 de America's Got Talent où elle chante Nessun dorma.
Le 6 août 2019, Emanne apparaît dans le quatrième épisode de America's Got Talent’s Judge Cuts avec le juge invité Jay Leno. Beasha a interprété une autre chanson lyrique Caruso et a reçu le Golden Buzzer de Jay Leno, ce qui lui a permis de se qualifier pour le quart de finale,.